# Раціонально-емоційно-поведінкова терапія
Раціона́льно-емоці́йно-поведі́нкова терапі́я, РЕПТ (англ. Rational Emotive Behavior Therapy (REBT); раніше— раціона́льна терапі́я та раціона́льно-емоці́йна (-емоти́вна) терапі́я)— підхід в психотерапії, створений Альбертом Еллісом у 1955 році та розглядаючий як головну причину психічних розладів помилкові, ірраціональні когнітивні установки (переконання, вірування, ідеї, припущення і т. ін.), а не минулий досвід індивіда (пор. Психоаналіз). Такі когніції в термінах РЕПТ називаються «ірраціональними віруваннями» (іноді — «ірраціональні переконання», англ. irrational beliefs) та основною метою терапії є їхнє усунення.